# هارفي شابيرو
هارفي شابيرو (بالإنجليزية: Harvey Shapiro)‏ هو شاعر أمريكي، ولد في 27 يناير 1924 في شيكاغو في الولايات المتحدة، وتوفي في 7 يناير 2013 في بروكلين هايتس في الولايات المتحدة.